# Łukasz Jacek Rostworowski
Łukasz Jacek Rostworowski herbu Nałęcz (ur. 1643, zm. 5 października 1691) – chorąży liwski w 1683 roku.
Syn Wawrzyńca i Anny Leśniowolskiej. Żonaty z Zofią Stadnicką, miał syna Jana Wiktoryna.
Wziął udział w odsieczy wiedeńskiej.